# Ugia stigmaphora
Ugia stigmaphora är en fjärilsart som beskrevs av George Francis Hampson 1926. Ugia stigmaphora ingår i släktet Ugia och familjen nattflyn. Inga underarter finns listade i Catalogue of Life.